# Baron Huntingfield

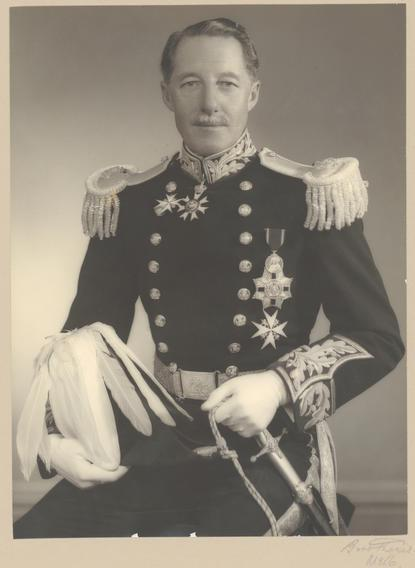
William Vanneck, 5. Baron Huntingfield

Baron Huntingfield ist ein erblicher britischer Adelstitel, der zweimal in der Peerage of England und einmal in der Peerage of Ireland verliehen wurde.

## Verleihung
Die ersten beiden Verleihungen des Titels erfolgten in der Peerage of England, am 15. November 1351 an William de Huntingfield sowie am 14. August 1362 an John de Huntingfield, indem diese per Writ of Summons ins House of Lords berufen wurde. Beide Titel erloschen bzw. fielen in Abeyance als der jeweilige erste Baron ohne männliche Nachkommen starb.
In dritter Verleihung wurde der Titel Baron Huntingfield, of Heveningham Hall in the County of Suffolk, am 7. Juli 1796 an Sir Joshua Vanneck, 3. Baronet, verliehen. Dieser war von 1790 bis 1816 Abgeordneter im House of Commons. Die Verleihung erfolgte in der Peerage of Ireland, damit er den Sitz im Unterhaus behalten konnte und ihn nicht zugunsten eines Sitzes im House of Lords aufgeben musste. Heutiger Titelinhaber ist dessen Nachfahre Joshua Vanneck als 7. Baron.
Familiensitz der Barone war bis 1970 Heveningham Hall bei Heveningham und Huntingfield in Suffolk.

## Liste der Barone Huntingfield

### Barone Huntingfield, erste Verleihung (1351)
- William de Huntingfield, 1. Baron Huntingfield (1329–1376)

### Barons Huntingfield, zweite Verleihung (1362)
- John de Huntingfield, 1. Baron Huntingfield († nach 1362)

### Barone Huntingfield, dritte Verleihung (1796)
- Joshua Vanneck, 1. Baron Huntingfield (1745–1816)
- Joshua Vanneck, 2. Baron Huntingfield (1778–1844)
- Charles Vanneck, 3. Baron Huntingfield (1818–1897)
- Joshua Vanneck, 4. Baron Huntingfield (1842–1915)
- William Vanneck, 5. Baron Huntingfield (1883–1969)
- Gerard Vanneck, 6. Baron Huntingfield (1915–1994)
- Joshua Vanneck, 7. Baron Huntingfield (* 1954)

Titelerbe (Heir apparent) ist der Sohn des aktuellen Titelinhabers Hon. Gerald Vanneck (* 1985).